# The Wicked Lady (colonna sonora)
The Wicked Lady è la colonna sonora firmata da Tony Banks per il film L'avventuriera perversa (1983) diretto da Michael Winner.
La colonna sonora vera e propria è contenuta nel lato B, dove i brani scritti da Banks sono eseguiti dalla National Philharmonic Orchestra di Londra diretta da Stanley Black, con arrangiamento e orchestrazione di Christopher Palmer. La prima facciata presenta gli stessi temi, ordinati in modo diverso e con titoli lievemente differenti, eseguiti dal solo Banks alle tastiere o con accompagnamento di batteria elettronica, incisi a casa su un registratore a otto tracce e poi missati a The Farm, lo studio di proprietà dei Genesis.

## Tracce
Musiche di Tony Banks.
Lato A
1. The Wicked Lady - 3.40
2. Spring - 2.35
3. The Chase - 3.26
4. Caroline - 3.08
5. Jerry Jackson - 2.28
6. Repentance - 2.07
7. Kit - 3.02
8. Barbara - 4.46

Lato B
1. Prelude to The Wicked Lady - 4.03
2. Portrait of Jerry Jackson - 4.57
3. Caroline's Theme - 3.01
4. Scherzo - 2.41
5. Pastorale - 3.59
6. The Wicked Lady - 3.41
7. Kit's Theme - 3.12
8. Finale - 2.04